# Rudolf Dašek
Rudolf Dašek (* 27. August 1933 in Prag; † 1. Februar 2013) war ein tschechischer Jazzgitarrist.

## Leben und Wirken
Rudolf Dašek studierte Gitarre am Prager Konservatorium und arbeitete während der 1960er Jahre in verschiedenen Jazzgruppen, unter anderem als Gastsolist in der SHQ-Combo von Karel Velebný.
Er spielte im Prager Jazzclub Redute unter anderem mit Laco Déczis Cellula Quintett. 1964 gründete er seine erste eigene Formation, ein Trio mit dem Bassisten Jiři Mraz (später George Mraz) und wechselnden Schlagzeugern, wie auch Laco Tropp. Des Weiteren arbeitete Dašek im Jazzorchester des Tschechoslowakischen Rundfunks, in den Big Bands von Václav Zahradník und Slide Hampton sowie diversen All-Star-Besetzungen. Von 1968 bis 1970 spielte er in West-Berlin in der Hausband des Jazzclubs Blue Note sowie im Trio des Organisten Lou Bennett. Außerdem kam er zur Zusammenarbeit mit Benny Bailey, Carmell Jones, Tony Scott und Leo Wright. 1970 spielte Dašek sein erstes eigenes Album Jazz On Six Strings ein. Anfang der 1970er Jahre arbeitete er im Duo mit dem Flötisten Jiří Stivín, mit dem er auf vielen Konzerten und Festivals in Europa spielte. Seit 1977 trat er vermehrt als Sologitarrist auf und leitete Gitarrenworkshops im Prager Jazzclub Reduta. Im Duo spielte er mit Christian Escoudé, Uwe Kropinski und Philip Catherine. Eine längerfristige Zusammenarbeit entstand mit dem Gitarristen Toto Blanke, was sich in Alben wie Kirchenmusik I, Meditation, talking hands, two much guitar, Tramontana, Silhouettes, Mona Lisa (alle bei Aliso Records), between the bridge and the silence niederschlug. Dašek und Blanke spielten bis 2005 auf etlichen internationalen Gitarren- und Jazzfestivals zusammen (Prager Frühling, Gitarras del mundo, LeMan, Internationales Gitarrenfestival, Paderborn u. a.) und absolvierten zahlreiche Tourneen durch ganz Europa, Nordafrika und Lateinamerika, zum Teil für das deutsche Goethe-Institut. Sie traten als erste Jazzmusiker im Prager RUDOLFINUM auf.
1985 kam es zu einer Wiederbelebung des Duos mit Jiří Stivín, die – ergänzt durch den Schlagzeuger Günter „Baby“ Sommer – bis in die Gegenwart andauerte. Außerdem trat Dašek auch als Interpret zeitgenössischer Kompositionen mit Sinfonie- und Kammerorchestern auf.
Rudolf Dašek vereinte nach eigenen Angaben in seiner Musik Anregungen des Bebop und des Free Jazz, die klassische Gitarrentradition und dessen Klangerweiterungen in der zeitgenössischen Musik, den Flamenco sowie böhmische und mährische Volksmusik und auch die Musik Leoš Janáčeks. Außerdem nutzte Dasek die klanglichen Möglichkeiten einer Vollresonanz-Gitarre mit Tonabnehmern.
Rudolf Dašek ist am 1. Februar 2013 nach langer schwerer Krankheit in Prag gestorben.

## Diskographie

### Als Leader
- 1970: Jazz on Six Strings (Supraphon) mit Vincenc Kummer (b) und Ivan Smazic (dr)
- 1979: Dialogy (Supraphon)
- 1983: Interlanding mit Karel Růžička (p), Zbigniew Wegehaupt (b), Andrew Cyrille (dr)

### Mit Jiří Stivín
- 1975: System Tandem (JAPO Records), aufgenommen im Mai 1974
- 1976: System Tandem: Koncert v Lublani (Supraphon), live vom 15. International Ljubljana Jazz Festival am 14. Juni 1974
- 1991: System Tandem: Reunion (Supraphon)

### Mit Toto Blanke
- 1988: Tramontana (Aliso)
- 1989: Talking Hands Live (Aliso)
- 1991: Two Much Guitar! (Aliso)
- 1992: Meditation (Aliso, live in der Bartholomäuskapelle, Paderborn)
- 2000: Mona Lisa (Aliso)